# Sontoku Ninomiya
Sontoku Ninomiya (二宮 尊徳), nome de nascença Kinjirō Ninomiya (二宮 金次郎), (1787-1856), foi um proeminente líder agrário, filósofo, moralista e economista no Japão do século XIX. Nascido em uma pobre família de camponeses se tornou um grande proprietário de terras através de seu empenho em seu trabalho. Ele inventou um programa para redução da pobreza, baseado em suas próprias experiências. Os governantes da época, Xoguns e Daimyos, reconheceram sua habilidade e o nomeou gerente do desenvolvimento rural.

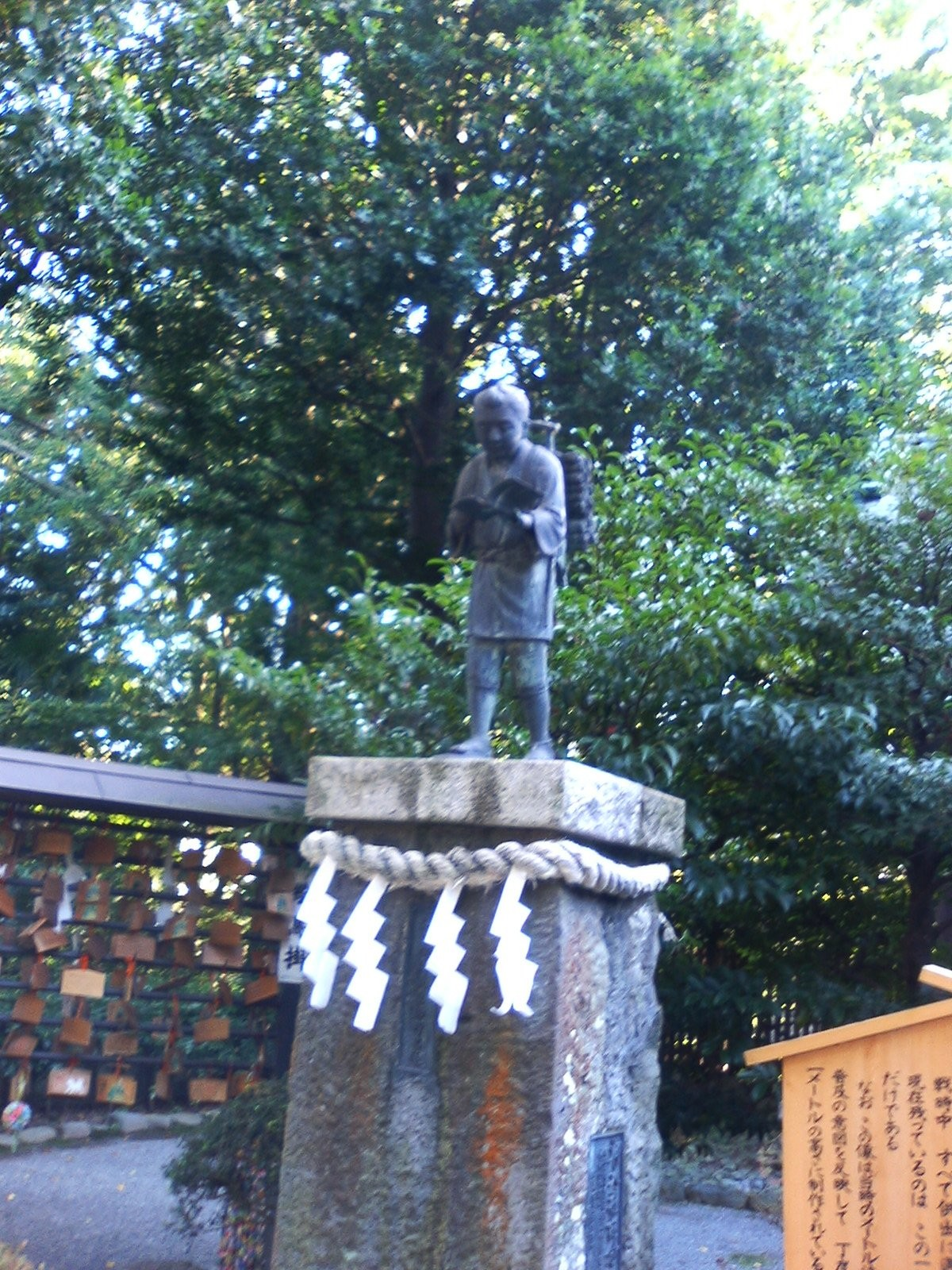
Estátua de Ninomiya Sontoku em Hotokuninomiya

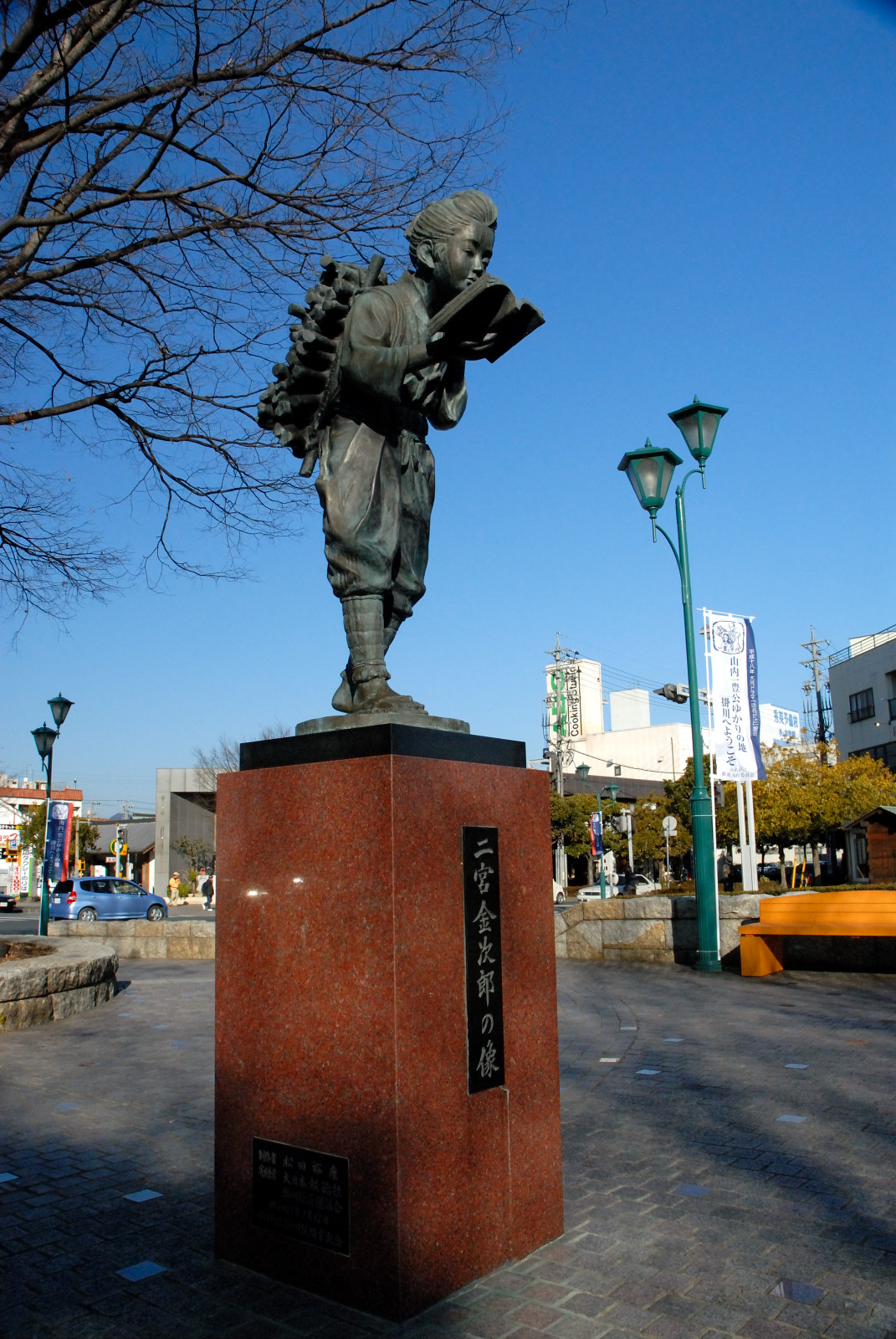
Estátua de Ninomiya Sontoku

Nascido em uma família pobre de camponeses de nome Kinjiro, Sontoku estudou por conta própria e trabalhou duro ajudando sua família. O nome "Sontoku" foi dado a ele por suas realizações. Anos mais tarde ele foi recrutado por vários daimyos para implementar seus projetos de reestruturação em várias vilas de agricultores. Até hoje, ele é considerado um símbolo de empenho no trabalho e perseverança.

## Filosofia de Ninomiya Sontoku
Apesar de não ter deixado um trabalho filosófico escrito, sua ideia era transcrever seus ensinamentos, que eram nomeados Takeda Kokei, Fukuzumi Masae e Saito Takayuki. Ninomiya combinou três pilares dos ensinamentos tradicionais budismo, Xintoísmo e Confucionismo e os transformou em princípios éticos práticos que se amadurecem através de suas experiências. Ele viu a agricultura como a mais alta forma de Humanidade devido isto ser a cultivação dos recursos pelo Kami.

## Práticas Econômicas de Ninomiya Sontoku
Ninomiya Sontoku enfatizou a importância da composição de interesses que não estavam bem compreendidos entre samurais e camponeses. Ele calculou uma taxa de maturidade de cada interesse para os próximos 100 anos para mostrar sua significância, usando um método de cálculo por analogia chamado soroban.
Em relação a sua organização agrícola, as vilas se baseavam no coletivismo, onde os excessos de produção em um ano bom eram conservados para uso em anos piores, sendo compartilhados por membros da comunidade. Ele começou a instituir um auto-financiamento onde foi possível destinar recursos para educação e ensino de seus princípios éticos.